# Saint-Symphorien (Vendée)
Saint-Symphorien est un village situé à cheval sur les communes de Treize-Septiers et de La Bruffière dans le département de la Vendée en France. Il a abrité un prieuré et il est connu pour avoir été un lieu de pèlerinage régional jusqu’à la Révolution française.

## Géographie
Situé dans le haut bocage vendéen, ses paysages sont une succession de champs entouré de haies. Séparés par la rivière la Mozelle, le hameau dépend de deux communes. À l'ouest du cours d'eau, les habitants font partie de la commune de Treize-Septiers et à l'inverse, à l'est, il s'agit de la commune de La Bruffière. Saint-Symphorien relève du canton de Montaigu.

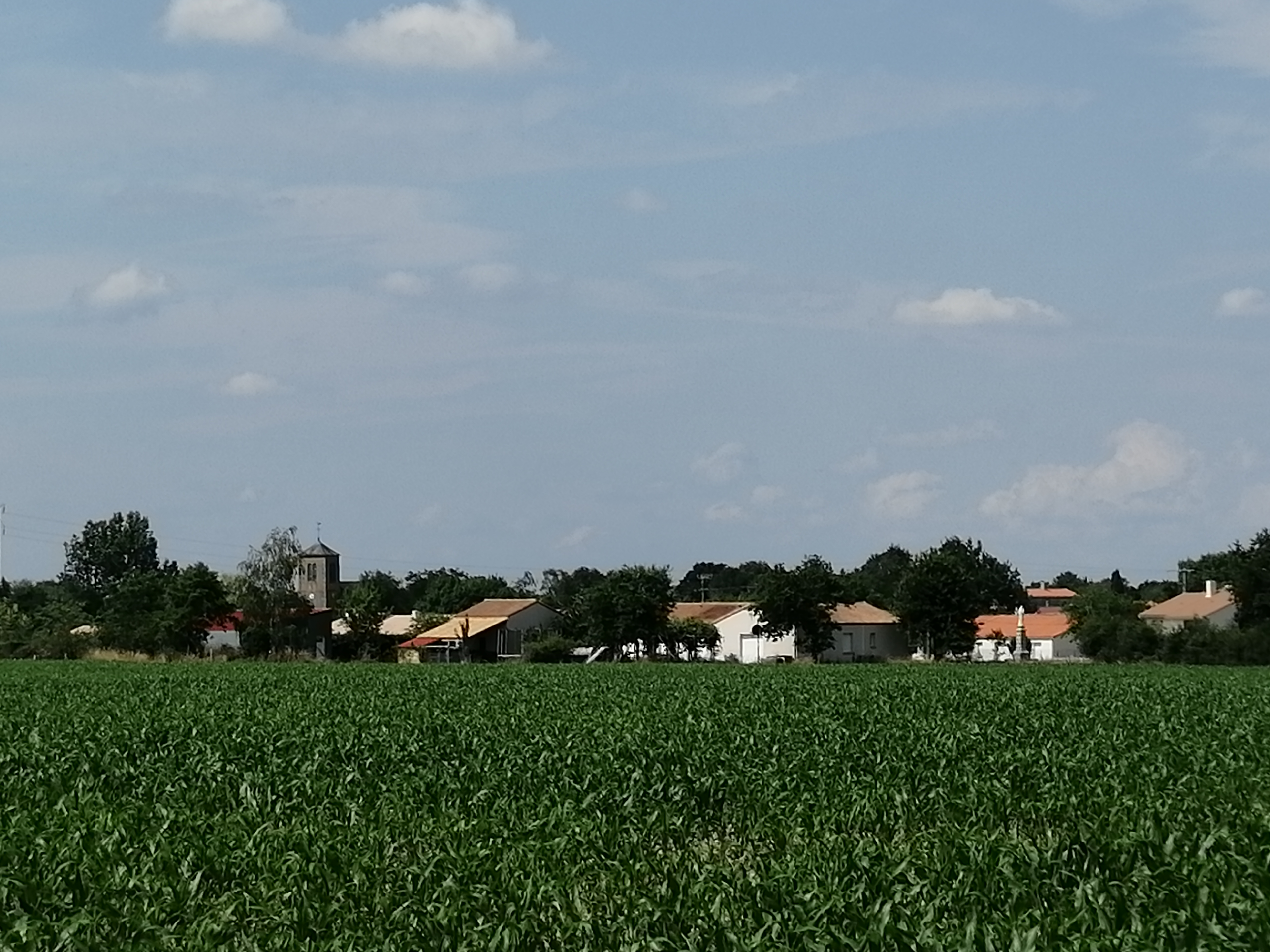
Vue de loin du hameau.

## Étymologie
Le nom « Saint-Symphorien » vient du saint patron du hameau, Symphorien d'Autun. Le bourg du hameau porte le nom de la rue d'Auntun, autre référence à ce saint puisque cette ville de Bourgogne a accueilli le martyr durant sa vie.

## Histoire

### Préhistoire
La commune de Treize-Septiers, non loin, a très certainement été habitée dès la Préhistoire (des restes d'habitat ont été retrouvés). Certains de ces habitants ont pu passer par l'emplacement actuel de Saint-Symphorien.

### Origine
On ne sait pas exactement quand fut fondé le prieuré, et ce n'est qu'à partir du XVIe siècle qu'on peut lire les noms des prieurs. Ces derniers n'habitaient pas à Saint-Symphorien mais étaient de simples titulaires.
Le hameau de Saint-Symphorien était le siège d'un prieuré, dépendant de l'abbaye Sainte-Madeleine de Geneston. Le bourg et le domaine du hameau ont été bâtis et érigés sur les terres du fief de La Roulière appartenant au seigneur de l'Échasserie. Il serait alors possible que la fondation du prieuré et la construction de la première chapelle lui soient attribuées. Quoi qu’il en soit, le prieuré faisait partie de la paroisse de La Bruffière, et le hameau n'a jamais été une commune, ayant pratiquement toujours dépendu de La Bruffière.

### XVIIe
Au cours de ce siècle, le religieux Antoine Baudry d'Asson, obtient le hameau par un accord avec le Frère Sébastien Bedeau en 1642. Cet Antoine Baudry était aussi un très proche ami de l'abbé janséniste Sébastien-Joseph du Cambout de Geneston.
Le prieuré de Saint-Symphorien comprenait un logis appelé le Prieuré, avec un enclos en jardin et en vignes, et une assez grande chapelle, d'autres corps de logis, des maisons et les métairies de la Petite Roulière et de la Jousselinière. Les messes étaient de trois par semaine (à voix basse), l'une au dimanche, l'autre au lundi et la troisième à un jour non précisé, dans la chapelle du dit prieuré.
En ces temps, un grand pèlerinage renommé avait lieu, parait-il connu 40 lieues à la ronde (un peu moins de 200 km). Il était si renommé que c'est sans doute pour cette raison, écrit le chanoine Dinet, que dans ce lieu de pèlerinage fut annexé un hôpital où les pauvres pèlerins étaient reçus. On a aussi retrouvé des témoignages d'habitants de Saint-Symphorien disant lors de visites faites par l'archidiacre du diocèse, l'abbé de la Meilleraye en 1680 et 1685 : « Il y avait ci-devant en ce prieuré un hôpital où l'on donnait le gîte et une aumône aux pauvres passants, lequel a été détruit depuis 35 ou 40 ans. » Cela situerait la destruction de cet hôpital vers 1650. Si on amenait beaucoup de monde dans cet hôpital, c'est aussi car saint Symphorien était un des saints guérisseurs des plus invoqués à cette époque.

### XVIIIe
Durant ce siècle, le hameau prospéra, passant de prêtre en prêtre, mais les chanoines de Geneston manquaient de sujets et cessèrent de desservir le prieuré et la chapelle de Saint-Symphorien. Ils restaient toutefois les titulaires, qui exercèrent leur charge jusqu’à la Révolution. Le service religieux revient à charge des vicaires de la Bruffière.
Le dernier homme d'Église à exercer jusqu’à la Révolution était l'abbé Jean-Baptiste Trimoreau. Il a beaucoup œuvré pour le prieuré. Quand il reçut le titre de vicaire de la Bruffiere, il fut en même temps nommé « desservant du Prieuré de Saint-Symphorien », au mois de novembre 1774. Mais les jours de la Révolution approchaient...
Lors de la Révolution, M. l’abbé Trimoreau refusa les nouvelles lois, et, sous le régime de la Terreur, refusant aussi de s’expatrier, il fut recherché par les « Bleus ». Comme beaucoup d’hommes d’Église à cette époque, il a été contraint de fuir et de mener une partie de sa vie à se cacher d’asile en asile. Il fut arrêté par une troupe républicaine le 22 octobre 1794. Il est retrouvé mort dans la prison de Segré le 18 novembre 1794 (jour où la peine de mort était choisie pour lui). Mort très mystérieuse, certains historiens disent qu’il est décédé à cause de ses blessures et sa faiblesse après des semaines de prison, ou alors qu’il aurait pu être empoissonné...

#### Guerre de Vendée
Les jours sombres de Saint-Symphorien arrivèrent à partir de l'année 1793, lorsque les guerres de Vendée commencèrent. Au début du conflit, l’armée vendéenne gagnait de belles victoires, comme celle de la bataille de Torfou, en septembre 1793, mais les Vendéens, beaucoup moins nombreux et organisés, s’épuisaient et devenaient de moins en moins unis. Les Mayençais ne l’ignoraient pas, et tenaient à prendre leur revanche de la bataille de Torfou. C’est alors que Canclaux aidé de Kléber et de Aubert du Bayet, dirigea ses troupes de Montaigu sur Tiffauges. À cette époque, il fallait passer par Saint-Symphorien. Dans la nuit du 5 au 6 octobre, les « Bleus » entrent en contact avec l’avant-garde vendéenne, commandée par Bonchamps et d'Elbée. S’attendant à cette attaque, les deux chefs vendéens avaient demandé à Charette et à Lescure de venir, mais ni l’un ni l’autre ne put répondre à cet appel.
Lors de la bataille de Treize-Septiers le matin du 6 octobre 1793, Bonchamps, avec environ 8 000 hommes, engagea le combat. L’issue fut défavorable pour les Vendéens qui furent obligés de fuir sur Tiffauges, mais l’ennemi, affaibli, n’osa pas les poursuivre. L’armée républicaine, commandée par Kléber, voulut « fêter » sa victoire à sa manière, c’est-à-dire en pillant et en mettant à feu et à sang les communes alentour. Leur cible à ce moment-là : Saint-Symphorien. Maisons, église, habitants, animaux, rien ne fut épargné. On raconte que les Républicains auraient débouché dans le petit hameau, après avoir organisé un affreux massacre de Vendéens dans un champ de genêts, champ ou l’abbé Trimoreau avait organisé une célébration, et, instruit de l’approche des « Bleus », aurait eu le temps de s'enfuir. Le château de l'Échasserie (La Bruffière) fut aussi incendié.

Le lendemain de la bataille, le général d'Elbée envoie un de ses officiers, Bertrand Poirier de Beauvais, pour partir en reconnaissance sur le lieu de bataille. Il raconte : 

« Je pris avec moi une trentaine de cavaliers braves et des mieux montés, à peu près autant de fantassins, sur lesquels je pouvais compter, au cas d’une rencontre. Le pays que j’allais parcourir étant très couvert, je crus devoir prendre plus de précautions qu’à l’ordinaire pour conduire à bonne fin la mission dont j’étais chargé […] Nous passâmes près du château de l'Échasserie en flammes. Arrivés à Saint-Symphorien, le bourg était encore en feu, je vis quelques habitants occupés à ravir aux flammes le peu d’objets qui n’étaient pas encore consumés. Tout le pays que nous traversions, naguère si vivant, ressemblait à une vaste solitude. De gros tourbillons de fumée et de feu montaient des fermes autour desquelles erraient les troupeaux. Leurs cris plaintifs ajoutaient une sorte d’horreur à ces lieux. Sur des décombres fumantes, des chiens, hurlaient d’une façon lamentable. Là, devant des étables encore embrasés, des vaches, le pis gonflé, par des mugissements répétés, appelaient la fermière […] Depuis Saint-Symphorien, nous n’avons pas rencontré une figure humaine. À Treize-Septiers, même spectacle. Le château d'Asson, le plus beau de la région, flambait lui aussi […] les Bleus étaient passés par là. »

Un officier envoyé par Kléber faisait à peu près le même rapport, mais finissait par : 

« […] Dans les champs, dans les chemins creux, tous ces animaux fuyant à droite et à gauche comme s’ils étaient poursuivis, annonçant ainsi leurs regrets de leur domesticité et l’embarras que leur causait cette liberté […] Nous avancions en tâtant le terrain de tout côté, écoutant attentivement sans rien découvrir, ni amis ni ennemis. C’était le désert. »

L’abbé Trimoreau a sans doute reparu, sans doute à Saint-Symphorien, après que l’ennemi se fut retiré. Mais les « Bleus », maîtres de Montaigu et de ses environs, pouvaient revenir d'un instant à l'autre. Alors, les quelques habitants qui avaient suivi l’abbé partirent avec l’Armée catholique et royale.

### XIXe
Après la guerre de Vendée, tout étant détruit, les pèlerins du 22 août étaient réduits à prier sur des ruines. Une restauration provisoire a été faite vers le début du XIXe, mais cela n’était sans doute qu'un simple oratoire qui ne pouvait pas servir au culte. C’est alors que le curé de La Bruffière, M. Rihet, songea à faire reconstruire la chapelle. Il communiqua son projet à Mgr Soyer, évêque de Luçon, qui s’engagea à bâtir une chapelle assez spacieuse. Il lui dit aussi qu’il pourrait lui fournir un vicaire qui célébrerait la messe. L’approbation est notifiée officiellement par une lettre de l’abbé de L'Espinay, vicaire général. Elle porte la date du 3 juin 1846. M. Rihet se mit à l’œuvre. Il reçut un terrain gratuitement et en acheta un autre dans le jardin de l’ancien prieuré.
La chapelle fut bénie le 23 août 1847. Pendant plusieurs années, le curé ou des vicaires venait tour à tour dire la messe le dimanche, mais les habitants de Saint-Symphorien avaient le désir de voir leur agglomération devenir paroisse, avec un curé résidant. Une nuit, M. Rihet vint aux malades, Profitant de l’occasion, un habitant de Saint-Symphorien, des plus influents, confia au curé le désir de ses compatriotes. Celui-ci promit qu’il s’occuperait de cette affaire, et qu’il viendrait lui-même se retirer auprès d’eux. Il avait prévu de se faire construire une habitation, mais au dernier moment, devant le notaire, le propriétaire refusa de vendre. Et en 1850 l’abbé quitta La Bruffière et se retira à Rennes.
Son successeur M. l’abbé Charrier, ne voyait pas du tout de la même façon les affaires de Saint-Symphorien. Les habitants de La Bruffière eux aussi avait peur, peur de se faire doubler par Saint-Symphorien et que le hameau devienne imposant. Alors la messe ne fut célébrée que de façon irrégulière et rarement.

## Pèlerinage

### Origine
Saint-Symphorien était le siège d'un célèbre pèlerinage en l'honneur du jeune martyr d'Autun. On trouve les premières traces de cette fête le 22 août 1491. D’après diverses sources, la grande chapelle comprenait cinq autels. Le 22 août, jour du pèlerinage, des messes y étaient célébrées continuellement toute la matinée, ce qui laisse supposer une affluence considérable, et on sait aussi qu'il attirait une foule de Poitevins, de Bretons et d'Angevins. L'affluence des pèlerins attira tout naturellement des marchands qui vinrent de plus en plus nombreux. Peu à peu, cela tourna plus à la foire qu'au pèlerinage. De nombreux désordres étaient à déplorer, parait-il. À ce sujet, quelques chroniques du temps en parlaient. Il était également dit que le prieuré de Saint-Symphorien était renommé pour des bachelettes. Les pèlerinages dégénéraient en beuveries et en danse au détriment de la dévotion envers saint Symphorien et de la morale publique. On y courait le mouton et le fromage ; on arrosait de vin, on dansait et la procession commencée pieusement finissait lamentablement. Il y eut des jugements, ordonnances et des excommunications dans les années 1683 et 1684. Cette foire était tout de même la plus connue dans toute la région.

#### Évolution
On retrouve quelque date précise parlant de cette foire. À partir de 1937, c’est le début de jeux et de distractions organisés par les habitants. En 1951, c’est le début d’une course cycliste, qui a malheureusement cessé en 2014. Des personnalités telles Jean-René Bernaudeau (actuellement manager de Direct Énergie) et Thomas Voeckler y ont participé et ont gagné la course. En 1994, une course à pied débute, plutôt renommée, elle se déroule encore aujourd’hui, tous les ans. Jusqu’en 1960, on y vendait des bêtes, avec des concours, tels que le concours du meilleur melon, qui donna « La foire aux melons ».

### Aujourd’hui: la foire aux melons
La foire aux melons perdure toujours aujourd’hui, la date est toujours la même, l’avant dernier week-end d’aout, pour rester au plus près du jour du pèlerinage originel, qui se déroulait le 22 août. Tout le samedi et le dimanche, la foire se passe à la salle des fêtes du hameau, la salle la fée du hameau.
Grâce à ses bénévoles, sa course à pied, sa vente de melon, son repas champêtre et sa fête foraine, ses stands, etc. ont toujours lieu. La foire est aussi connue pour ses concerts, se déroulant le samedi et le dimanche dans un style rock attirant beaucoup de monde. Malheureusement, l'édition de l'année 2019 a été annulée par le comité des fêtes de Saint-Symphorien, faute de bénévoles.

## Aujourd’hui
Malgré le faible nombre d’habitants, le hameau continue de vivre, grâce à son café, qui, depuis 1952 Est géré par l’association « La Providence ». Ce café est ouvert tous les dimanches, par des bénévoles qui deviennent serveurs le temps d’une journée par an. Un « Local des jeunes » est aussi présent dans ce village. Des messes sont célébrées dans l’église (chaque 5e dimanche d’un mois), son école primaire mixte et privéequi participe à faire vivre le lieu par ses quelques fêtes organisées par les enfants. De nouveaux habitants arrivent de plus en plus régulièrement.

## Monuments

### Calvaire de Saint-Symphorien
Un grand calvaire est présent à une des sorties de S.S, en direction de Treize-Septiers ou la Boissiere-de-Montaigu.
Une plaque a été gravée sur le monument, des fissures empêche légèrement la lecture, mais on décrypte quand même qu'il est écrit : « Ce calvaire a été érigé en 1930, et terminé en 1984 ».

### Arceau de la Sainte-Famille
C'est un petit monument à la gloire des familles de Saint-Symphorien, on y trouve à l'intérieur une belle statuette de la Sainte Vierge.
La date de fin de construction a été gravée au pied de l'arceau, et on y lit la date du 15 juillet 1983.

### Croix du bourg
À l'entrée du bourg, en venant de Treize-Septiers, on peut observer une croix, avec une statuette de Marie, mère de Jésus, mais aucune date n'est gravée sur la croix.

### Croix du cimetière
Près du cimetière, on trouve une autre croix, en venant des Landes-Genusson.

### Croix de la mission 1957
Une croix de mission est un monument érigé en souvenir d'une mission, ici, qui a laissé une croix en l'année 1957.

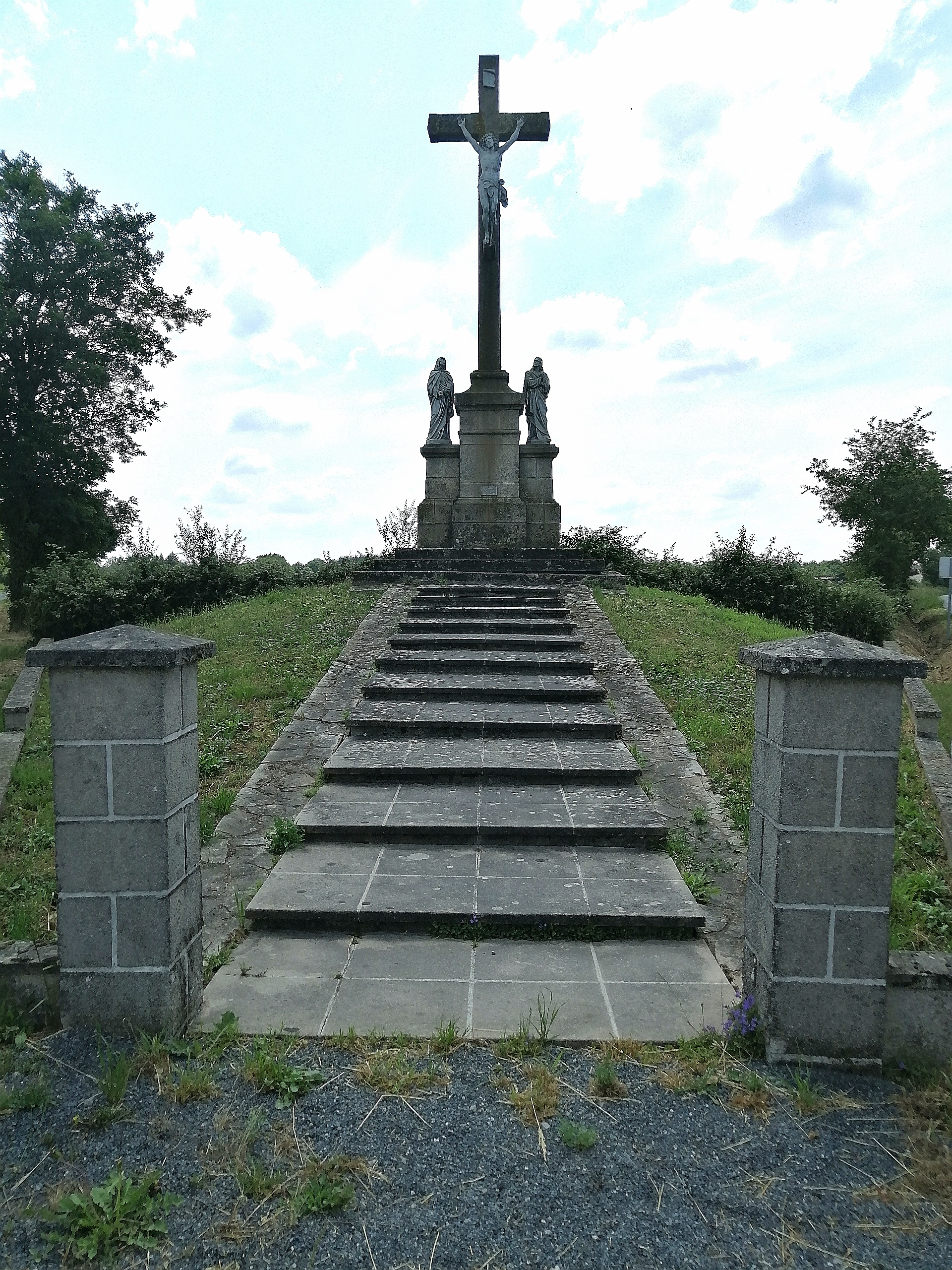
Calvaire de Saint-Symphorien vue de devant.
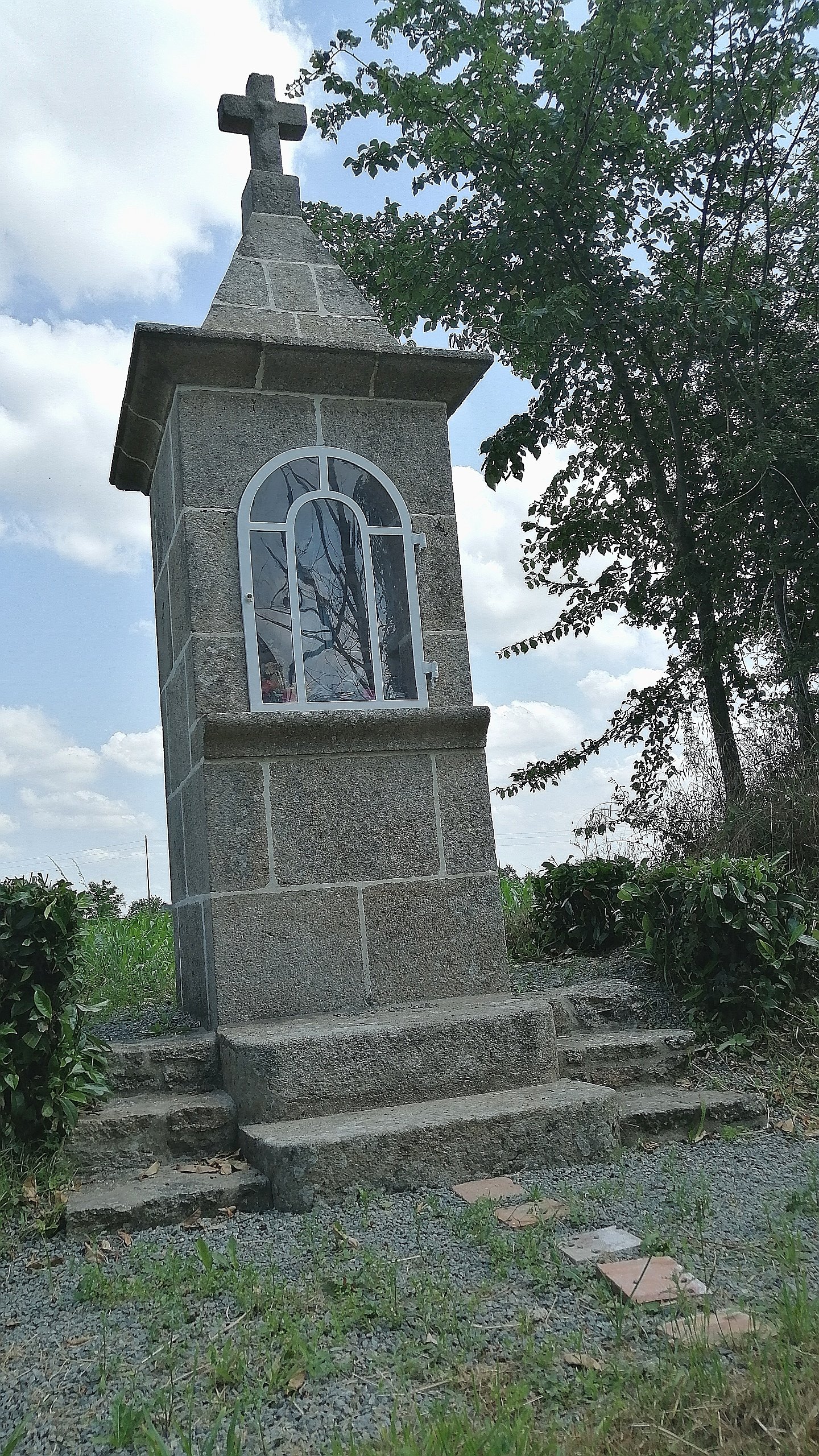
Arceau vue de la route.
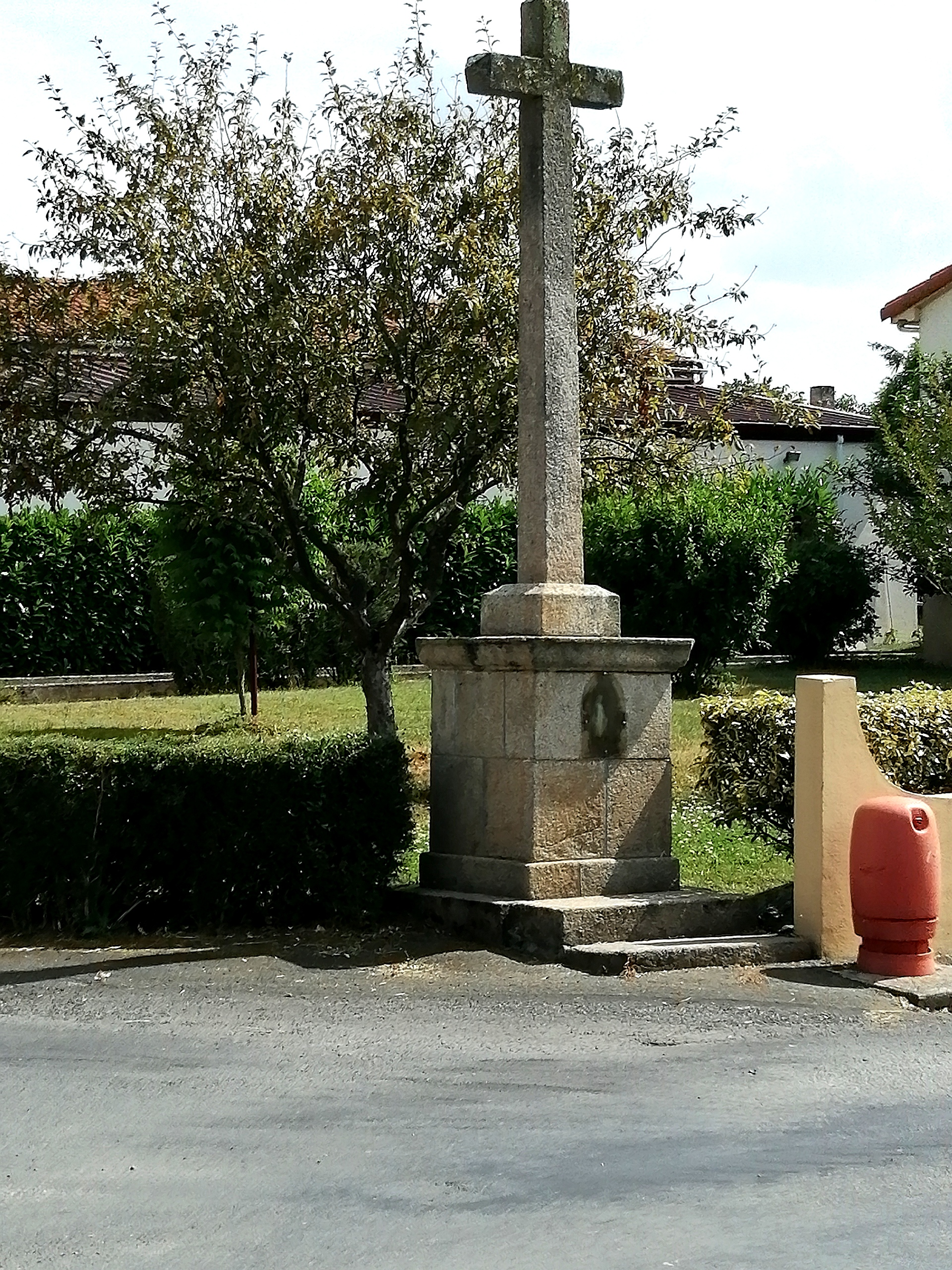
Croix du bourg, vue de la route.
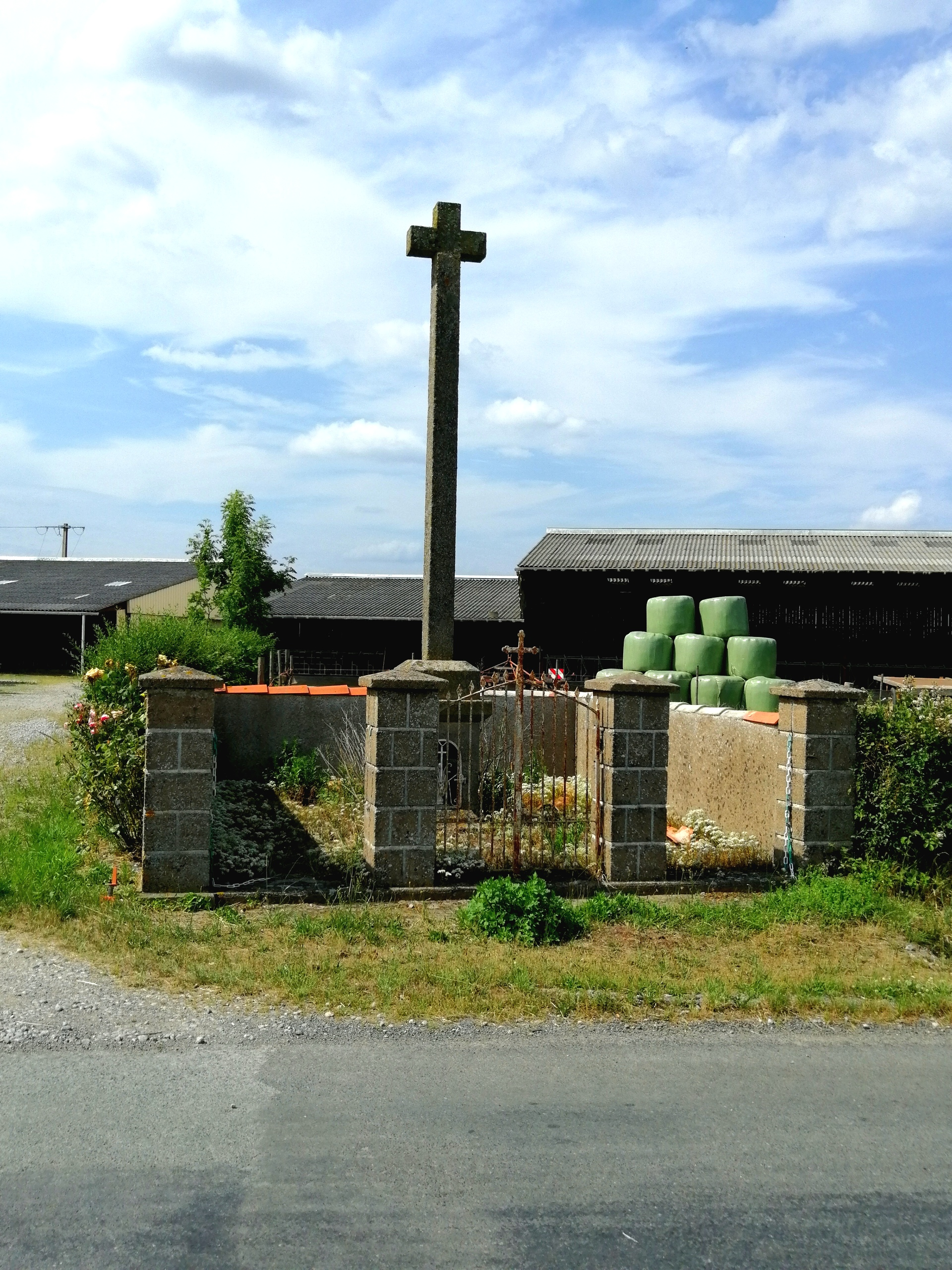
Croix du cimetière en venant des Landes-Genusson.
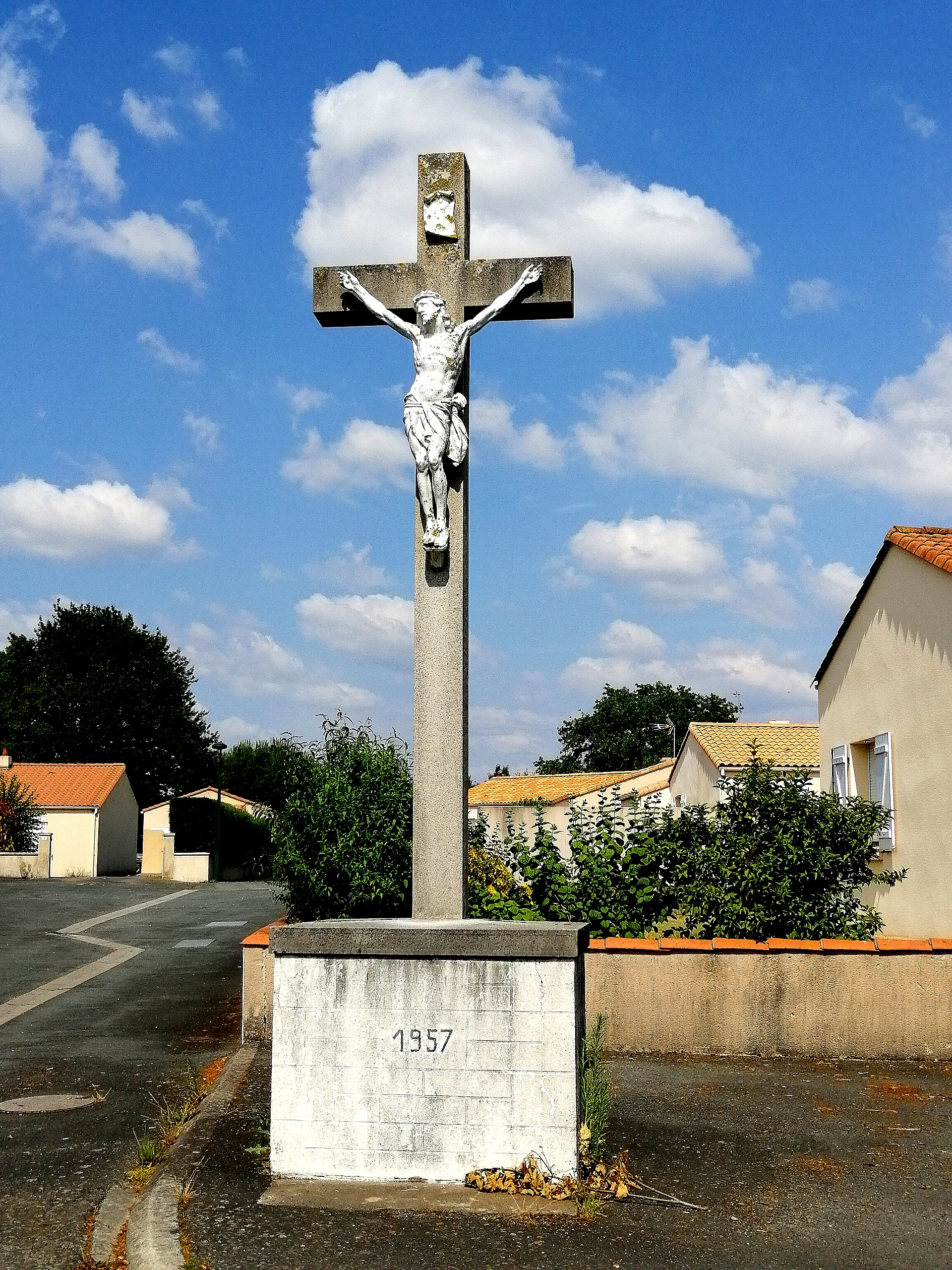
Croix de la mission à Saint-Symphorien de 1957.